# رناتو کونیا وال
 رناتو کونیا وال (انگلیسی: Renato Cunha Valle؛ زادهٔ ۵ دسامبر ۱۹۴۴) یک بازیکن فوتبال اهل برزیل است.